# Ґжеґож (Куявсько-Поморське воєводство)
Ґжеґож (пол. Grzegorz, нім. Falkenstein) — село в Польщі, у гміні Хелмжа Торунського повіту Куявсько-Поморського воєводства.
Населення — 134 особи (2011).
У 1975-1998 роках село належало до Торунського воєводства.

## Демографія
Демографічна структура станом на 31 березня 2011 року:
|          | Загалом | Допрацездатний вік | Працездатний вік | Постпрацездатний вік |
| -------- | ------- | ------------------ | ---------------- | -------------------- |
| Чоловіки | 64      | 13                 | 42               | 9                    |
| Жінки    | 70      | 16                 | 37               | 17                   |
| Разом    | 134     | 29                 | 79               | 26                   |